# Houens fonds diplom
Das Houens fonds diplom (Deutsch: Diplom der A. C. Houen Stiftung) ist der älteste norwegische Preis für Architektur und Baukunst und gilt als einer der wichtigsten Architekturpreise des Landes.

## Übersicht
Der Preis wurde vom norwegischen Geschäftsmann und Mäzen Anton Christian Houen (1823–1894) gestiftet, der ein großes Vermögen im Ausland erworben hatte und damit mehrere Stipendien und Fonds für Kultur und Forschung einrichtete. In seinem Testament widmete er einen Teil seines Vermögens zur Gründung des A. C. Houens fond. Die Dividenden dieses Fonds sollen der Förderung der Architektur zugutekommen, unter anderem durch den Preis Houens fonds diplom.
Bis 2016 wurde der Preis durch den Verband norwegischer Architekten (NAL) verwaltet, dessen Vorstand auch die Jury stellte. Seit 2017 werden die Preisträger im Auftrag des norwegischen Kulturministeriums durch das Nationalmuseum Oslo in Zusammenarbeit mit dem NAL bestimmt.
Der Preis kann Architekten für

"utkast til bygninger og ferdig oppførte bygninger eller bygningsgrupper, og annen fysisk formgivning, som er fremragende, selvstendige og arkitektonisk gjennomførte arbeider"

„Gebäudeentwürfe und fertiggestellte Gebäude oder Gebäudegruppen und andere physische Formgebung, die herausragende, selbstständige und architektonisch durchgeführte Arbeiten darstellen“

verliehen werden. Ein Architekt kann frühestens zwei Jahre nach der Fertigstellung des Bauwerkes ausgezeichnet werden. Der Preis ist ein Ehrenpreis, der nicht mit einem Geldbetrag dotiert ist. Die Preisträger erhalten eine Bronzeplakette.

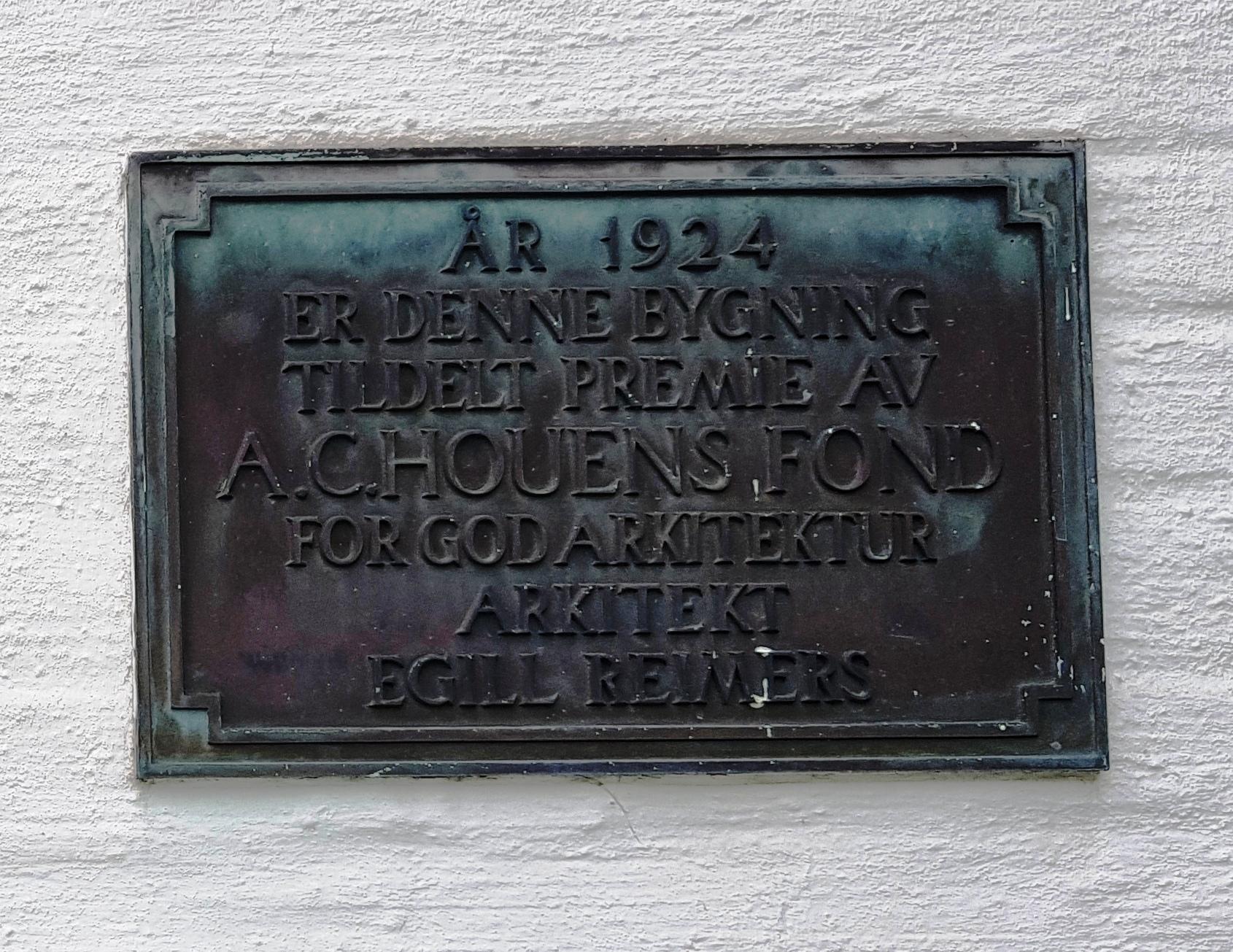
Houens fonds Bronzeplakette für Egill Reimers am Statsarkivet, Årstadvegen 22, Bergen
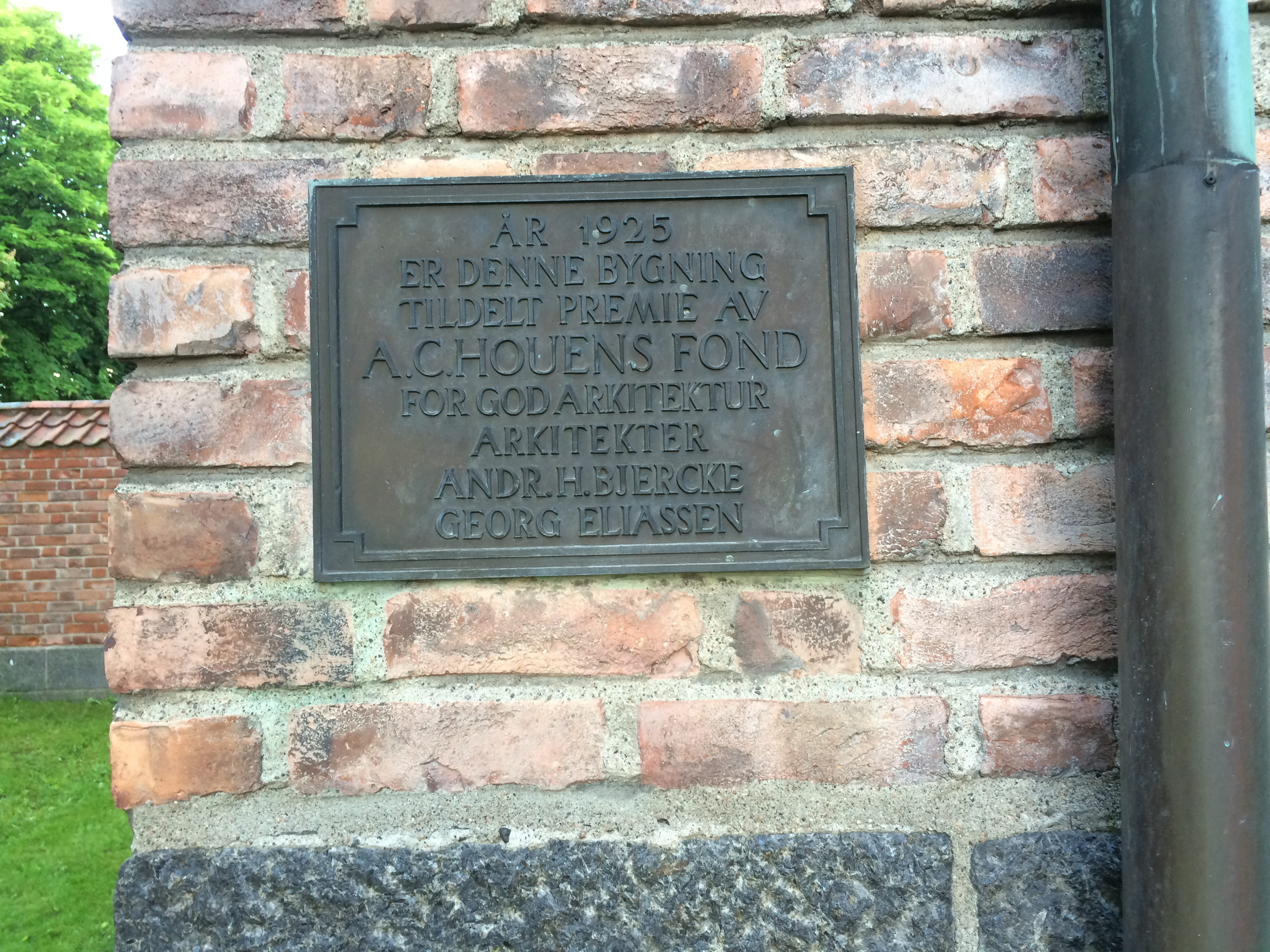
Houens fonds Bronzeplakette für Andreas Bjercke und Georg Eliassen für die Seefahrtsschule Tønsberg (heute Haugar Vestfold Kunstmuseum) 1925
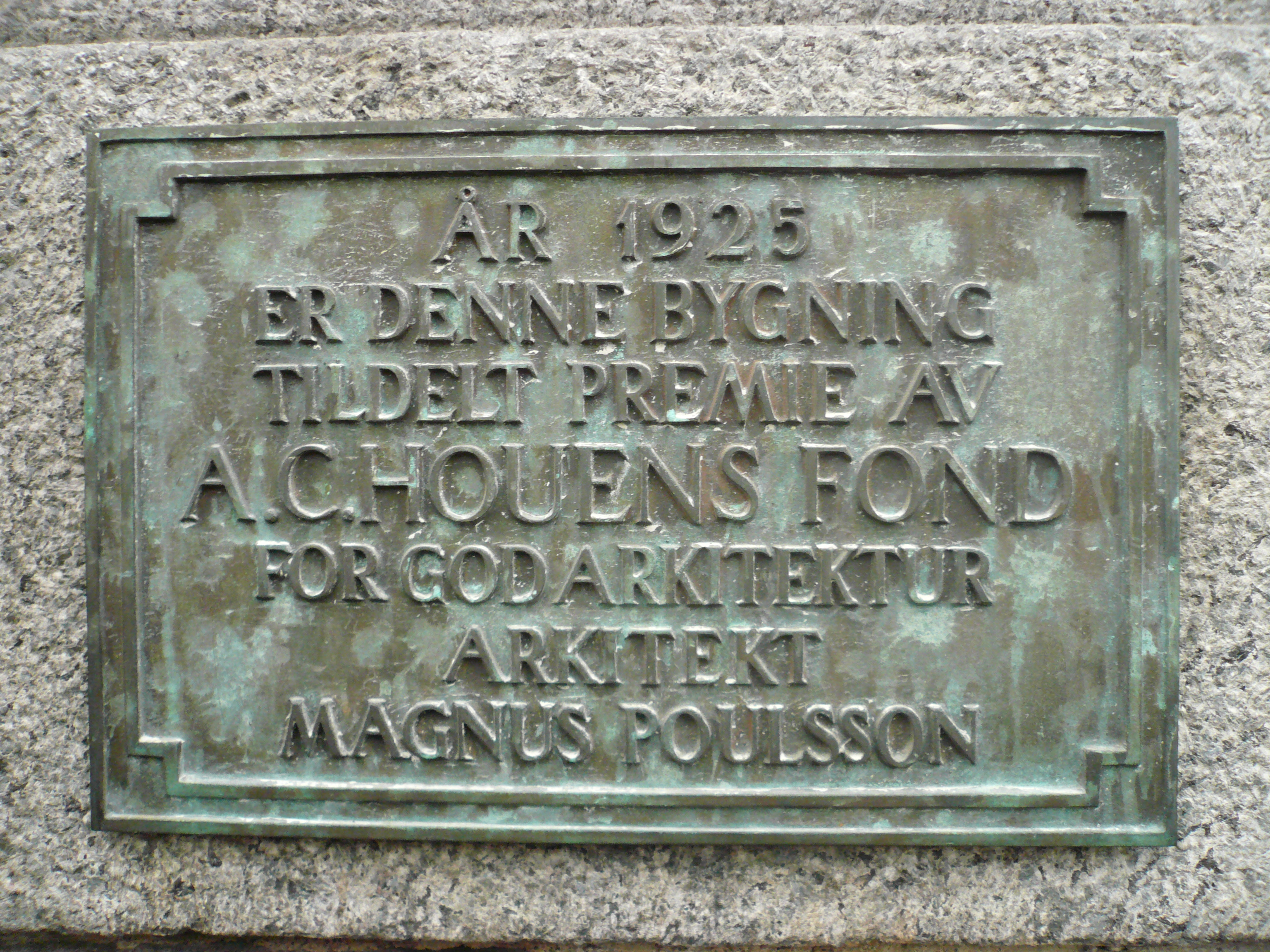
Houens fonds Bronzeplakette für Magnus Poulsson für Det Forenede Dampskibs-Selskab, Karl Johans gate 1, Oslo
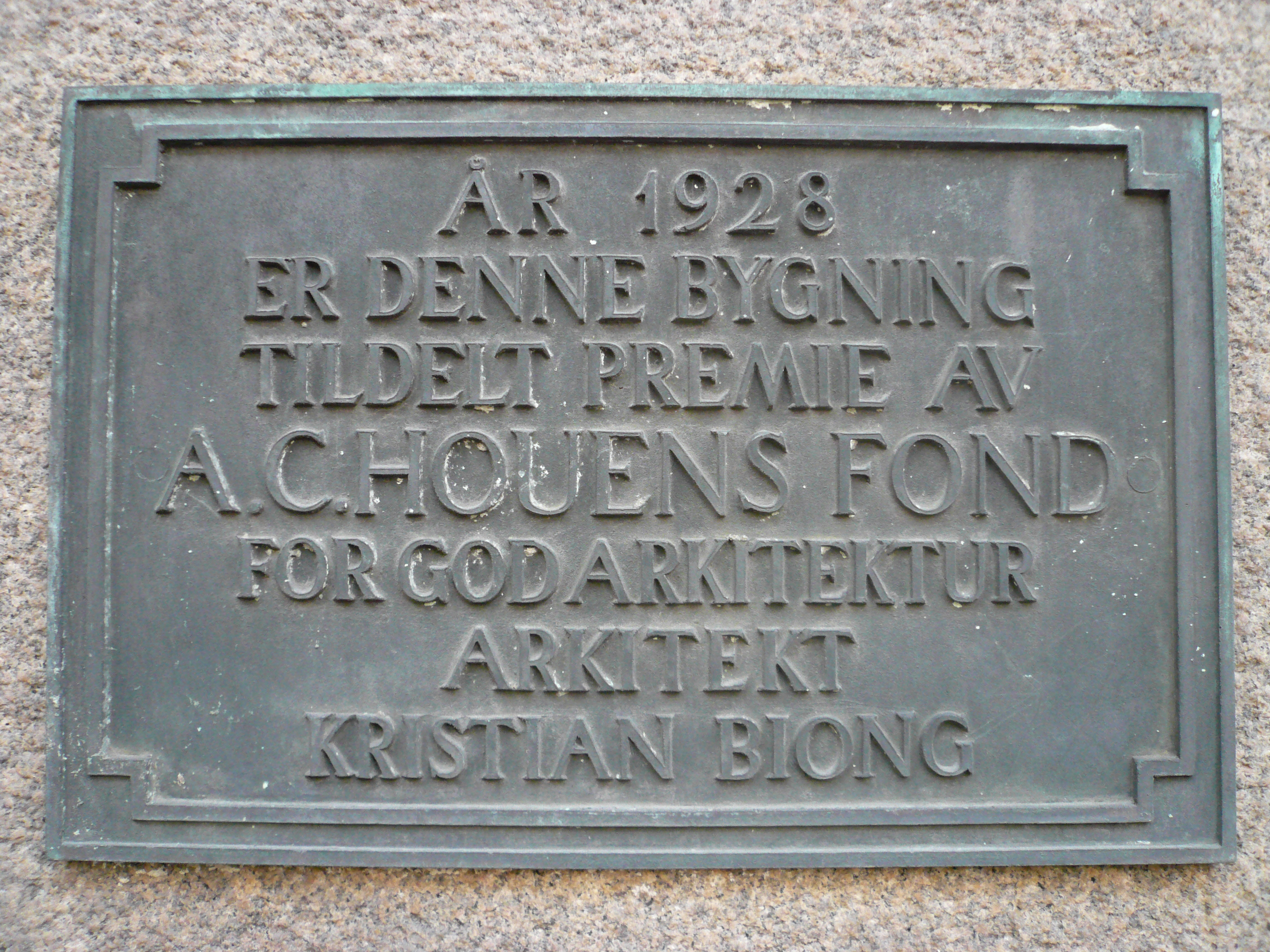
Houens fonds Bronzeplakette für Kristian Biong für Den norske Creditbank, Kirkegata 21, Oslo
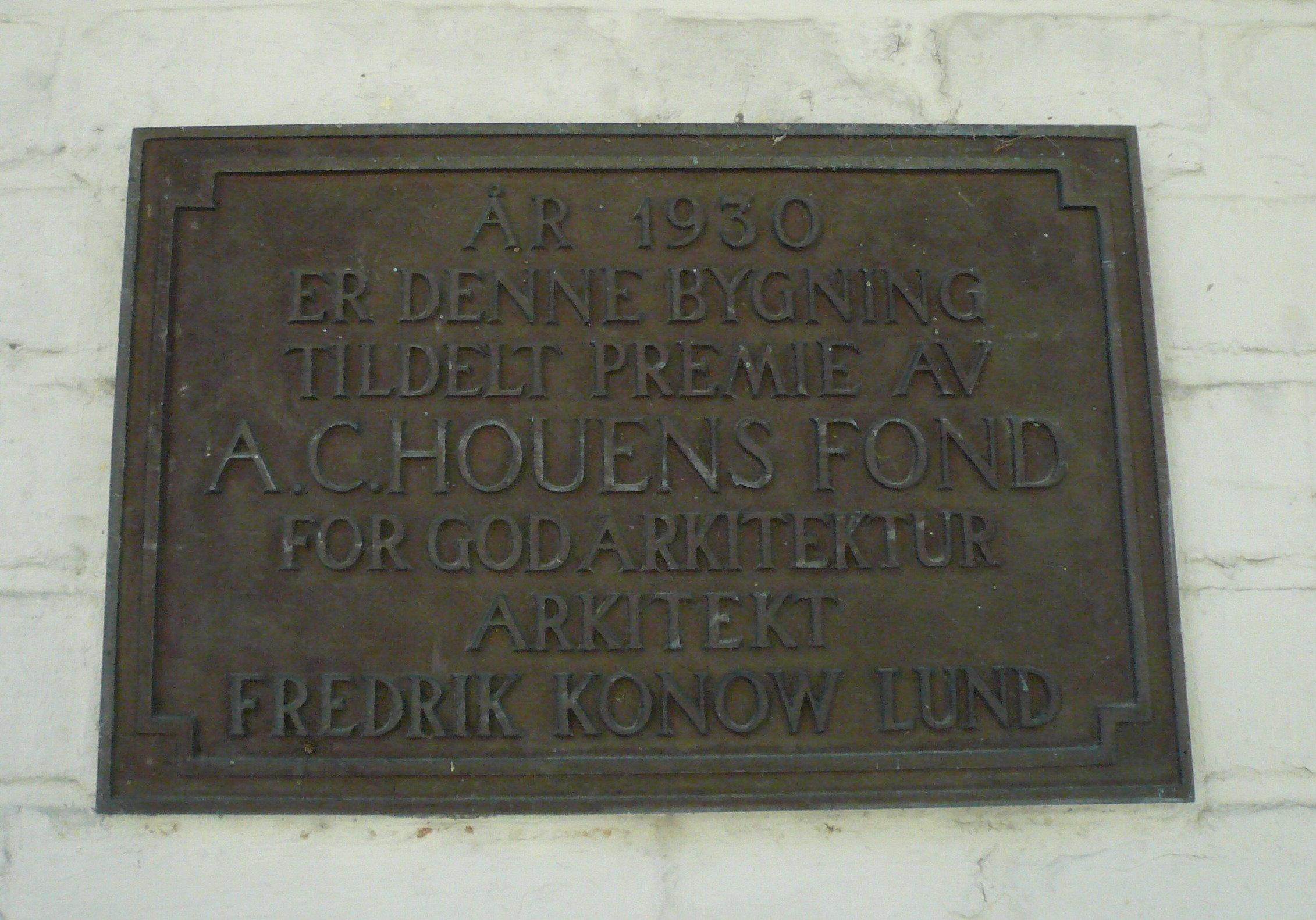
Houens fonds Bronzeplakette für Frederik Konow Lund für Villa Blaauw, Årstadgeilen 26, Bergen
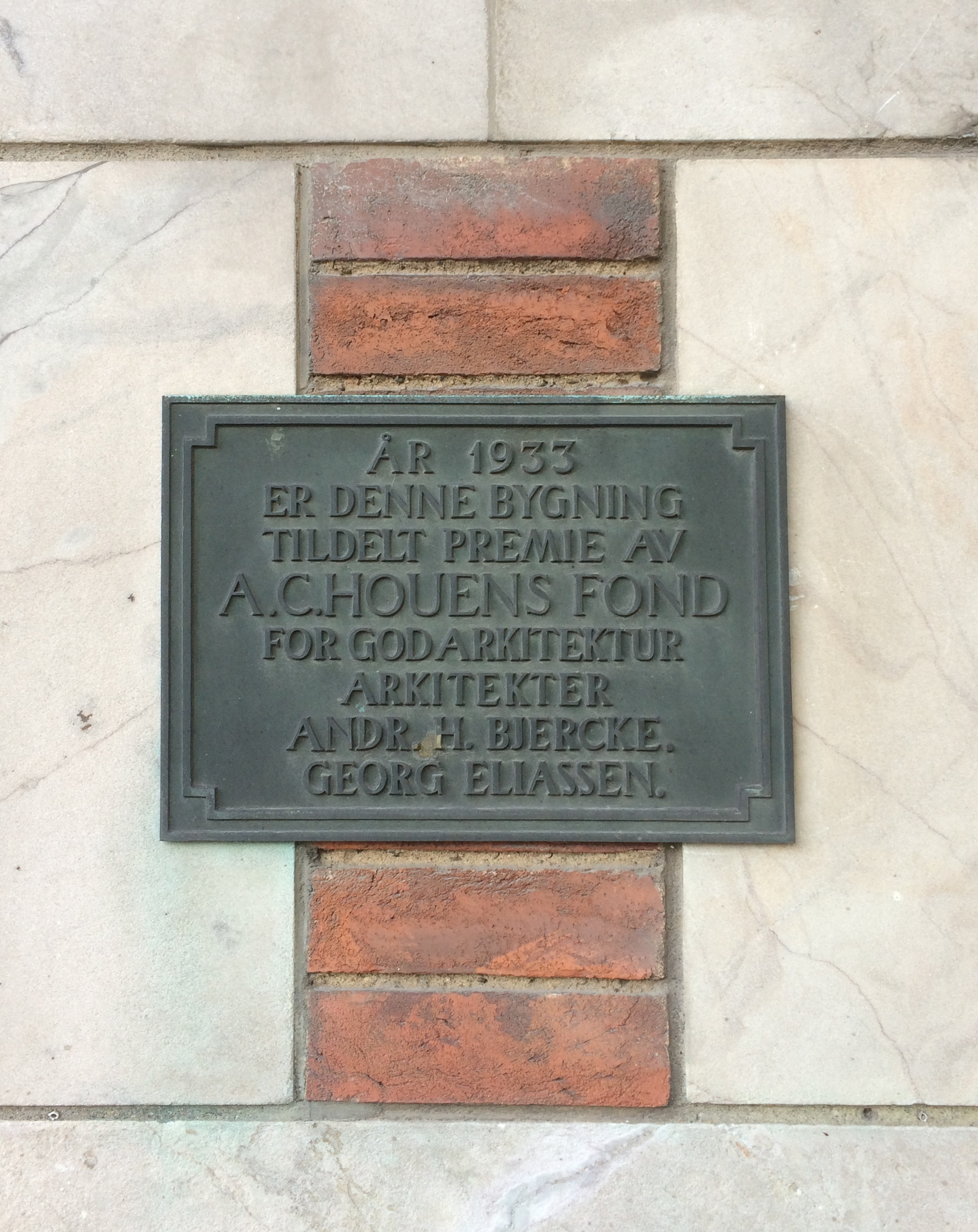
Houens fonds Bronzeplakette für Andreas Bjercke und Georg Eliassen für Oslo Lysverker
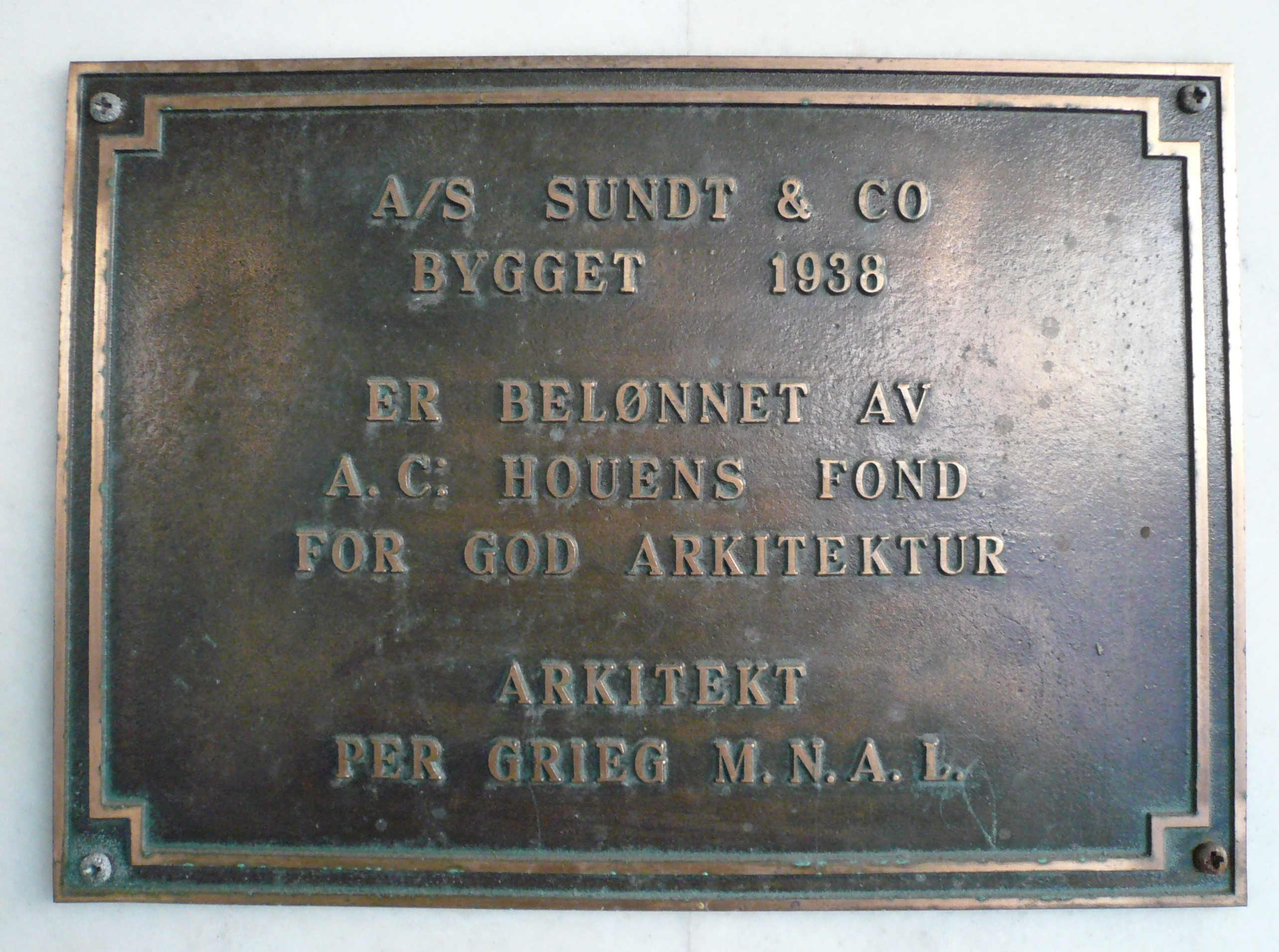
Houens fonds Bronzeplakette für Per Grieg für Kaufhaus Sundt
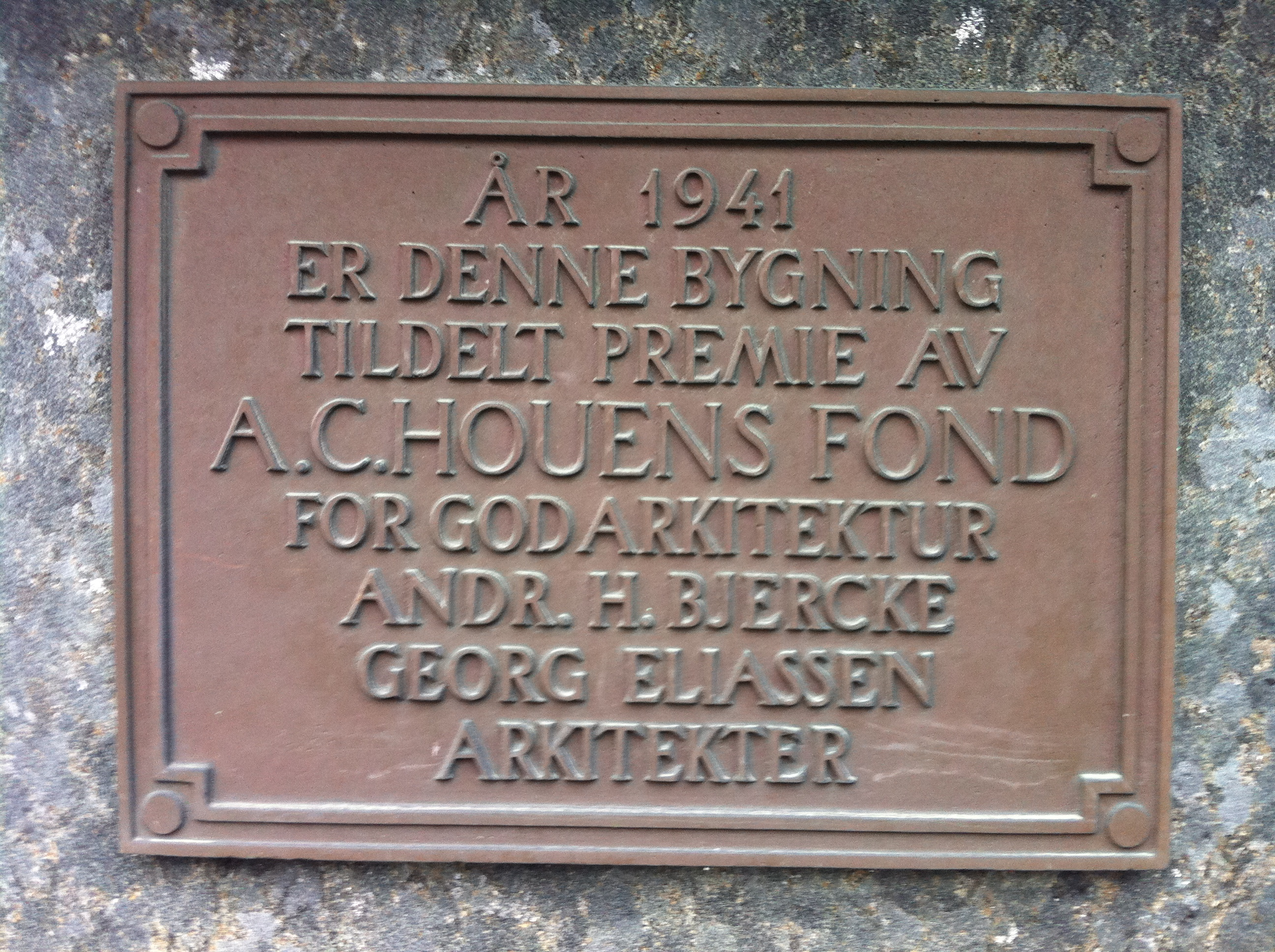
Houens fonds Bronzeplakette für Andreas Bjercke und Georg Eliassen in Oslo, Haus der Reeder, Rådhusgata 25

## Preisträger
| Jahr | Bilde                                                                             | Preisträger                                                                    | Ort                           | Objekt                                                | Kommentar                                |
| ---- | --------------------------------------------------------------------------------- | ------------------------------------------------------------------------------ | ----------------------------- | ----------------------------------------------------- | ---------------------------------------- |
| 1904 | Det norske finansdepartementet                                                    | Henrik Bull                                                                    | Oslo                          | Regjeringskvartalet                                   | beherbergt heute das Finansdepartementet |
| 1912 | Den Nationale Scene                                                               | Einar Oscar Schou                                                              | Bergen                        | Den Nationale Scene                                   |                                          |
| 1923 | Sjømannsskolen                                                                    | Andreas Bjercke und Georg Eliassen                                             | Oslo                          | Sjømannsskolen                                        | seit 2013 Kongshavn videregående skole   |
| 1923 | Pipervikskirka                                                                    | Harald Aars                                                                    | Oslo                          | Piperviken småkirke                                   | 1959 abgerissen                          |
| 1923 | Markveien 57                                                                      | Christian Morgenstierne und Arne Eide                                          | Oslo                          | Wohnheim für Männer                                   | heute Stadtteilverwaltung                |
| 1924 | Statsarkivet i Bergen                                                             | Egill Reimers                                                                  | Bergen                        | Statsarkivet                                          |                                          |
| 1925 | Tønsberg Sjømannsskole                                                            | Andreas Bjercke und Georg Eliassen                                             | Tønsberg                      | Seefahrtsschule                                       | heute Haugar Vestfold kunstmuseum        |
| 1925 | Bispehaugen skole                                                                 | Carl J. Moe                                                                    | Trondheim                     | Bispehaugen skole                                     |                                          |
| 1925 | Karl Johans gate 1, Det Forenede Dampskibs-Selskab                                | Magnus Poulsson                                                                | Oslo                          | Det Forenede Dampskibs-Selskab Karl Johans gate 1     |                                          |
| 1925 | Villa Westfal-Larsen                                                              | Ole Landmark                                                                   | Bergen                        | Villa Westfal-Larsen                                  |                                          |
| 1926 | Nasjonalgalleriet                                                                 | Adolf Schirmer                                                                 | Oslo                          | Nasjonalgalleriet, östlicher Flügel                   |                                          |
| 1926 | Vigeland-museet                                                                   | Lorentz Ree und Carl Buch                                                      | Oslo                          | Vigeland-Museum                                       |                                          |
| 1927 | Villa Mustad (Elsero)                                                             | Arnstein Arneberg                                                              | Oslo                          | Villa Mustad (Elsero)                                 |                                          |
| 1927 | Trondhjems Sparebank                                                              | Jakob Holmgren                                                                 | Trondheim                     | Trondhjems Sparebank, Umbau                           |                                          |
| 1928 | Den norske Creditbank                                                             | Kristian Biong                                                                 | Oslo                          | Den norske Creditbank                                 |                                          |
| 1929 | Grand Hotel Terminus                                                              | Fredrik Arnesen und Arthur Darre Kaarbø                                        | Bergen                        | Grand Hotel Terminus                                  |                                          |
| 1929 | Telegrafbygningen i Bergen                                                        | Anton Kielland und Finn Berner                                                 | Bergen                        | Telegrafenamt                                         | heute Einkaufszentrum Xhibition          |
| 1930 |                                                                                   | Frederik Konow Lund                                                            | Bergen                        | Villa Blaauw                                          |                                          |
| 1930 | Det Nye Teater                                                                    | Gudolf Blakstad und Jens Dunker                                                | Oslo                          | Det Nye Teater                                        | heute Oslo Nye Teater                    |
| 1930 | Bærum rådhus                                                                      | Magnus Poulsson                                                                | Sandvika                      | das Rathaus von Bærum                                 |                                          |
| 1930 | Akersgata 21                                                                      | Carl Michalsen und Eystein Michalsen                                           | Oslo                          | Astoria hotell                                        | Heute Verwaltungsgebäude des Stortinget  |
| 1931 | Kunstnernes hus                                                                   | Gudolf Blakstad und Herman Munthe-Kaas                                         | Oslo                          | Kunstnernes hus                                       |                                          |
| 1931 | Studentersamfundet i Trondhjem                                                    | Carl Michalsen und Eystein Michalsen                                           | Trondheim                     | Studentersamfundet i Trondhjem Elgeseter gate 1       |                                          |
| 1931 | Trondheim Kunstmuseum                                                             | Peter Daniel Hofflund                                                          | Trondheim                     | Trondhjems kunstforening                              | Heute Trondheim Kunstmuseum              |
| 1932 | Storetveit kirke                                                                  | Ole Landmark                                                                   | Fana                          | Storetveit kirke                                      |                                          |
| 1933 | Oslo Lysverker                                                                    | Andreas Bjercke und Georg Eliassen                                             | Oslo                          | Oslo Lysverker                                        | Heute Hafslund ASA                       |
| 1933 | Prinsens gate 2, De-No-Fa-gården                                                  | O. Eindride Slaatto                                                            | Oslo                          | De-No-Fa-gården                                       |                                          |
| 1934 | Haugesund rådhus                                                                  | Gudolf Blakstad und Herman Munthe-Kaas                                         | Haugesund                     | das Rathaus von Haugesund                             |                                          |
| 1934 |                                                                                   | Otto Valentin Juell und Otto Legaard Scheen                                    | Oslo                          | Vinmonopolets Verwaltungsgebäude                      |                                          |
| 1936 |                                                                                   | Arne Vesterlid                                                                 | Trondheim                     | Handelsstandens hus                                   |                                          |
| 1936 |                                                                                   | Ove Bang                                                                       | Oslo                          | Det Norske Lutherske Indremisjonsselskap              |                                          |
| 1937 | Villa Damman i Havna allé                                                         | Sverre Aasland und Arne Korsmo                                                 | Oslo                          | Havna Villenviertel Havna allé                        |                                          |
| 1937 | Svein Rosselands hus på Blindern                                                  | Finn Bryn und Johan Ellefsen                                                   | Oslo                          | Universitätsgebäude in Blindern, erster Teil          |                                          |
| 1938 | Aftenpostens nybygg fra 1938                                                      | Finn Bryn und Johan Ellefsen                                                   | Oslo                          | Aftenpostens Neubau                                   |                                          |
| 1939 | Kornsilo for Christiansands Møller as                                             | Sverre Aasland und Arne Korsmo                                                 | Kristiansand                  | Silo für Christianssands Møller                       |                                          |
| 1939 |                                                                                   | Erlend Tryti                                                                   | Bergen                        | A/S Jacob Kjødes Geschäftsgebäude                     |                                          |
| 1941 | Redernes hus                                                                      | Andreas Bjercke und Georg Eliassen                                             | Oslo                          | Das Haus der Schiffsreeder                            |                                          |
| 1948 | Telegrafbygninga i Trondheim                                                      | Peter Daniel Hofflund                                                          | Trondheim                     | Telegrafenamt                                         |                                          |
| 1949 | Blauwgården i Bergen.                                                             | Leif Grung                                                                     | Bergen                        | Blaauwgården                                          |                                          |
| 1961 |                                                                                   | Arne Pedersen og Reidar Lund                                                   | Sarpsborg                     | A/S Borregaards Neubau                                |                                          |
| 1961 | Økernhjemmet                                                                      | Stadtarchitekt Oslo Sverre Fehn und Geir Grung                                 | Oslo                          | Økern Alters- und Krankenheim                         |                                          |
| 1961 | Ingierstrand bad                                                                  | Eyvind Moestue und Ole Lind Schistad                                           | Oppegård                      | Ingierstrand Bad und Restaurant                       |                                          |
| 1961 | Strimmelen                                                                        | Halfdan B. Grieg                                                               | Bergen                        | Wohnblöcke Strimmelen                                 |                                          |
| 1961 | Royal Christiania                                                                 | Knut Knutsen und Fredrik Winsnes                                               | Oslo                          | Hotel Viking                                          | Heute Hotel Royal Christiania            |
| 1961 | Stortingsbygningas lobby                                                          | Nils Holter                                                                    | Oslo                          | Stortingsgebäude, Umbau und Erweiterung               |                                          |
| 1961 | Arkitekt Per Griegs Sundt stormagasin fra 1938 i Bergen.                          | Per Grieg                                                                      | Bergen                        | Kaufhaus Sundt                                        |                                          |
| 1966 | Domkirkeplassen 1                                                                 | Gert Walter Thuesen und Herman Tufte                                           | Stavanger                     | Stavanger Sparekasse                                  | Heute SpareBank 1 SR-Bank                |
| 1975 | Fylkessjukehuset                                                                  | Anna und Jostein Molden                                                        | Stord                         | Fylkeskrankenhaus                                     |                                          |
| 1975 | Norsk sjøfartsmuseum                                                              | Trond Eliassen und Birger Lambertz-Nilssen                                     | Oslo                          | Norsk Maritimt Museum, Bygdøy                         |                                          |
| 1975 | Domkirkeplassen 3                                                                 | Louis Kloster                                                                  | Stavanger                     | Norges Bank                                           | Heute Stavanger Touristeninformation     |
| 1975 | St. Hallvard kirke og kloster                                                     | Lund & Slaatto                                                                 | Oslo                          | St. Hallvard Kirche und Kloster                       |                                          |
| 1975 | Storhamarlåven                                                                    | Sverre Fehn                                                                    | Hamar                         | Domkirkeodden und Storhamarlåven                      |                                          |
| 1975 | Beitostølen helsesportsenter                                                      | Telje–Torp–Aasen Arkitektkontor                                                | Øystre Slidre                 | Beitostølen helsesportsenter                          |                                          |
| 1975 | Bete/beitski-hytte                                                                | Turid Haaland                                                                  | -                             | Hyttensystem «Bete/Beitski»                           |                                          |
| 1975 | Grorud brannstasjon                                                               | Østbye, Kleven & Almaas                                                        | Oslo                          | Grorud brannstasjon                                   |                                          |
| 1983 | Kristiansand folkebibliotek                                                       | 4B Arkitekter                                                                  | Kristiansand                  | Kristiansand Stadtbibliothek                          |                                          |
| 1983 | Munkegata                                                                         | Arne E. Holm                                                                   | Trondheim                     | Farbgebung der Gebäude in der Munkegata               |                                          |
| 1983 |                                                                                   | Bjart Mohr                                                                     | Hurum                         | Holmsbu billedgalleri                                 |                                          |
| 1983 | Bryggen i Bergen                                                                  | Hans Jacob Hansteen                                                            | Bergen                        | Restaurierung von Bryggen                             |                                          |
| 1983 | Dragvoll                                                                          | Henning Larsens Zeichenstube                                                   | Trondheim                     | Universitet in Dragvoll                               |                                          |
| 1983 |                                                                                   | Jan Digerud und Jon Lundberg                                                   | Oslo                          | Einrichtung des Universitetsforlaget                  |                                          |
| 1983 | Politihuset i Grønlandsleiret.                                                    | Telje–Torp–Aasen Arkitektkontor                                                | Oslo                          | Polizeiwache von Grønland                             |                                          |
| 1983 |                                                                                   | Terje Moe                                                                      | Oslo                          | Eigene Villa auf Bygdøy                               |                                          |
| 1988 | Royal Garden Hotel                                                                | CFKL Arkitektgruppe                                                            | Trondheim                     | Royal Garden Hotel                                    |                                          |
| 1988 |                                                                                   | Arkitektgruppen CUBUS                                                          | Bergen                        | Loddefjord skole                                      |                                          |
| 1988 | Sjøgata i Mosjøen                                                                 | Dag Nilsen                                                                     | Mosjøen                       | Erhaltung der Sjøgata                                 |                                          |
| 1988 | Gamle Stavanger                                                                   | Foreningen Gamle Stavanger und Stavanger kommune mit Einar Hedén               | Stavanger                     | Erhaltung von Gamle Stavanger                         |                                          |
| 1988 | Det Norske Veritas                                                                | Lund & Slaatto                                                                 | Bærum (Høvik)                 | Det Norske Veritas                                    |                                          |
| 1988 | Indre Østfold meieri                                                              | Meierienes Bygningskontor v / Dag Borgen i samarbeid med Arkitektkontoret GASA | Eidsberg                      | Indre Østfold Meierei                                 | 2016 abgerissen                          |
| 1988 |                                                                                   | Niels Torp                                                                     | Oslo                          | Wohngebiet Giskehagen                                 |                                          |
| 1988 | Holmlia holdeplass                                                                | NSB Arkitektkontor mit Arne Henriksen                                          | Oslo                          | Holmlia holdeplass                                    |                                          |
| 1988 | Jugendbyen Ålesund                                                                | Ålesund kommune mit Olav Høydal                                                | Ålesund                       | Erhaltung der Jugendstilstadt                         |                                          |
| 1991 | Sola videregående skole                                                           | Hoem-Kloster-Jacobsen                                                          | Sola                          | Sola videregående skole                               |                                          |
| 1991 | St. Magnus katolske kirke                                                         | Lund & Slaatto                                                                 | Lillestrøm                    | Katholische Kirche St. Magnus                         |                                          |
| 1991 | Vognhall Lodalen                                                                  | NSB Arkitektkontor mit Arne Henriksen                                          | Oslo                          | Betriebsbahnhof Lodalen                               |                                          |
| 1991 | Trondhjems Kunstforening                                                          | Ola Steen und Svein Wolle                                                      | Trondheim                     | Trondhjems Kunstforening                              | Heute Trondheim Kunstmuseum              |
| 1991 | Villa Schreiner                                                                   | Sverre Fehn                                                                    | Oslo                          | Villa Schreiner                                       |                                          |
| 1994 | Stranden, Aker Brygge                                                             | Arkitekturbüro Kari Nissen Brodtkorb                                           | Oslo                          | Stranden Aker Brygge                                  |                                          |
| 1994 |                                                                                   | Lund & Slaatto                                                                 | Stavanger                     | Stavanger Kulturhaus                                  |                                          |
| 1994 |                                                                                   | Per Knudsen                                                                    | Trondheim                     | Medizintechnisches Zentrum                            |                                          |
| 1994 | Norsk Bremuseum                                                                   | Sverre Fehn                                                                    | Fjærland                      | Norsk bremuseum                                       |                                          |
| 2000 | Ibsenkvartalet                                                                    | Gunnarsjaa + Kolstad Arkitekter                                                | Oslo                          | Ibsenkvartalet                                        |                                          |
| 2000 |                                                                                   | Haga & Grov, Knut Hjeltnes und Ivar Egge                                       | Dale i Sogn                   | Nordisk kunstnarsenter Dalsåsen                       |                                          |
| 2000 | Justervesenet                                                                     | Kristin Jarmund Arkitekter                                                     | Kjeller                       | Eichwesen                                             |                                          |
| 2000 | VG-huset i Akersgata                                                              | Lund & Slaatto                                                                 | Oslo                          | VG – Hauptquartier                                    |                                          |
| 2000 |                                                                                   | Lund Hagem Arkitekter                                                          | Oslo                          | Villa Furulund                                        |                                          |
| 2000 | Tønsberg og Nøtterøy bibliotek                                                    | Lunde & Løvseth                                                                | Tønsberg                      | Tønsberg Stadtbibliothek                              |                                          |
| 2003 |                                                                                   | Blå strek                                                                      | Tromsø                        | Grønnegata                                            |                                          |
| 2003 | Asker krematoriums bårehus                                                        | Carl-Viggo Hølmebakk                                                           | Asker                         | Leichenhaus beim Krematorium Asker                    |                                          |
| 2003 | Arkitektur- og designhøgskolen i Oslo                                             | Jarmund/Vigsnæs Arkitekter                                                     | Oslo                          | Hochschule für Architektur                            |                                          |
| 2008 | Terminalbygget, Oslo lufthavn, Gardermoen                                         | Aviaplan                                                                       | Gardermoen                    | Terminalgebäude Oslo lufthavn, Gardermoen             |                                          |
| 2008 | Norges Varemesse                                                                  | Arne Henriksen und Bystrup arkitekter                                          | Lillestrøm                    | Messegebäude                                          |                                          |
| 2008 | Ivar Aasen-tunet                                                                  | Sverre Fehn                                                                    | Ørsta                         | Ivar Aasen-tunet                                      |                                          |
| 2008 | Biblioteket i Alexandria                                                          | Snøhetta                                                                       | Alexandria                    | Bibliothek von Alexandria                             |                                          |
| 2008 | Mortensrud kirke                                                                  | Jensen & Skodvin Arkitektkontor                                                | Oslo                          | Mortensrud kirke                                      |                                          |
| 2012 |                                                                                   | Jensen & Skodvin Arkitektkontor                                                | Valldal                       | Juvet Landskapshotell                                 |                                          |
| 2012 |                                                                                   | Bård Helland                                                                   | Trondheim                     | «Veiskillet» Obdachlosenwohnungen                     |                                          |
| 2012 |                                                                                   | Space Group                                                                    | Nesøya                        | «V-House» – Villa Varner                              |                                          |
| 2012 |                                                                                   | Steven Holl Architects und LY arkitekter                                       | Hamarøy                       | Hamsun-Zentrum                                        |                                          |
| 2012 |                                                                                   | Snøhetta                                                                       | Oslo                          | Opernhaus Oslo                                        |                                          |
| 2015 | Fasaden til Utdanningsforbundets konferansesenter, også kjent som Lærernes hus.   | Element arkitekter                                                             | Oslo                          | Haus der Lehrer                                       |                                          |
| 2015 |                                                                                   | Longva arkitekter                                                              | Bergen                        | Militärgebiet, Haakonsvern                            |                                          |
| 2015 | Fotgjengertunnelen som leder til den vestre utgangen av Nationaltheatret stasjon. | Arne Eggen Arkitekter                                                          | Oslo                          | Bahnhof Nasjonalteatret – Westeingang                 |                                          |
| 2015 |                                                                                   | Jan Inge Hovig                                                                 | Tromsø                        | Eismeerkathedrale                                     |                                          |
| 2015 |                                                                                   | Knud Munk                                                                      | Bergen                        | Grieghalle                                            |                                          |
| 2015 |                                                                                   | Reiulf Ramstad Arkitekter                                                      | Rauma                         | Aussichtspunkt Trollstigen                            |                                          |
| 2019 |                                                                                   | Knut Hjeltnes                                                                  | Stavanger                     | Wohnhaus Dalaker/Galta                                |                                          |
| 2019 |                                                                                   | DRDH Architects                                                                | Bodø                          | Stormen Kulturviertel                                 |                                          |
| 2019 | Boligprosjektet D36 The Green House i Dælenenggata                                | Element arkitekter                                                             | Oslo                          | D36 The Green House                                   |                                          |
| 2019 | Holmenkollbakken sett ovenifra                                                    | JDS architects                                                                 | Oslo                          | Holmenkollbakken                                      |                                          |
| 2023 |                                                                                   | Snøhetta                                                                       | Montignac-Lascaux, Frankreich | Lascaux IV: Internationales Zentrum für Höhlenmalerei |                                          |
| 2023 |                                                                                   | Vandkunsten                                                                    | Bjørvika, Oslo                | Vannkunsten                                           |                                          |
| 2023 |                                                                                   | Arnstein Arneberg und Magnus Poulsson                                          | Oslo                          | Rathaus Oslo                                          |                                          |